# FilmBox Stars
A FilmBox Stars (korábban FilmBox Extra 1 és FilmBox Plus) a FilmBox akciófilmeket és vígjátékokat és a legnagyobb rendezők legelismertebb alkotásait sugárzó csatornája. A társaság többi csatornájához hasonlóan 24 órás műsoridővel rendelkezik.
A csatorna hangja (társaihoz hasonlóan) Földi Tamás.

## Története
A FilmBox Stars eredetileg FilmBox Extra 1 néven 2010 tavaszán kezdte meg működését, míg a FilmBox Plus 2010 szeptemberében indult dedikált csatornaként. A FilmBox Extra 1 2014. január 20-án összeolvadt a FilmBox Plusszal, ezzel párhuzamosan elindult a FilmBox Plus nemzetközi adása, amely cseh, szlovák, magyar és román szolgáltatók számára készül. A FilmBox Plus 2010-ben indult magyar adása megszűnt.
2020 májusában bejelentették, a FilmBox Plus átnevezését. A névváltás fő oka, hogy a FilmBox Live OTT szolgáltatás a FilmBox+ elnevezést veszi fel, ezért a névváltoztatással szeretnék elkerülni a kialakult név duplikációt, így a FilmBox Plus csatorna új neve FilmBox Stars lesz. A csatorna szeptember 1-én váltott nevet.
2022. szeptember 1-jén bekerült a Digi kínálatába a többi FilmBoxos csatornával együtt, a megszűnő Film Now pótlására.

## Műsorkínálat

### Akciófilmek, horrorfilmek, sci-fi filmek, thrillerek
- Spirit

### Családi filmek, vígjátékok
- Könyvmoly úrfi

### Dráma
- A férfi, aki szeret
- A Háború virágai
- Az eltűnt
- Hidegvérrel
- Szelíd motorosok
- Vágtass tornádó